# Vásárhelyi Zoltán
Vásárhelyi Zoltán (Kecskemét, 1900. március 12. – Budapest, 1977. január 27.) Kossuth-díjas karnagy, zenepedagógus.

## Élete, munkássága
Zenei tanulmányait Kecskeméten kezdte, hegedülni tanult. A gimnázium után beiratkozott az Országos Magyar Királyi Zeneakadémiára, ahol Kemény Rezsőnél és Bloch Józsefnél hegedűt tanult. Ezzel párhuzamosan a zeneszerzés tanszakra is beiratkozott, ahol Siklós Albert, Weiner Leó és Kodály Zoltán növendéke volt. A hegedű tanszakon 1921-ben szerezte meg diplomáját, a zeneszerzés szakon 1924-ben végzett. Utóbbi végbizonyítványát csak jóval később, 1941-ben szerezte meg, mert előbb Észtországba, majd Norvégiába szegődött zenekari muzsikusnak (hangversenymester is volt), a szintén hegedűs Ödön bátyjával.
1926-ban hazatért, és M. Bodon Pál (1884–1953), a kecskeméti Városi Zeneiskola igazgatója felkérésére hegedű- és karénektanár lett az intézményben. Kecskemétre utazása előtt találkozott Kodállyal, aki azt tanácsolta neki, hogy alakítson kórust a városban. A zeneiskolában már működött nőikar, gyermekkar is volt. Vásárhelyi azonban még jó ideig hegedűsként, hegedűtanárként tevékenykedett a városban, és érdeklődése folyamatosan fordult a kórusmuzsika felé. Már 1929 végén és 1930 elején Kodály gyermekkari műsort szervezett. Az iskolai énekkarok mellett műkedvelőkből megalakította a Kecskeméti Városi Dalárdát. Munkálkodása során olyan szintet értek el, hogy hamarosan klasszikus és kortárs zeneszerzők műveinek sorát mutathatták be. A régi szerzők művei közül előadták például Heinrich Schütz Máté passióját és Henry Purcell Dido és Aeneas című operáját, angolul. Kodály Zoltán művei közül többet ő mutatott be, fontos megemlíteni például az Öregek, az Akik mindig elkésnek, a Jézus és a kufárok és a Molnár Anna előadásait. Bartók Béla kórusművei közül a Falun és a Magyar népdalok magyarországi részbeni bemutatója, valamint az egynemű karok többségének premierje fűződik a nevéhez.

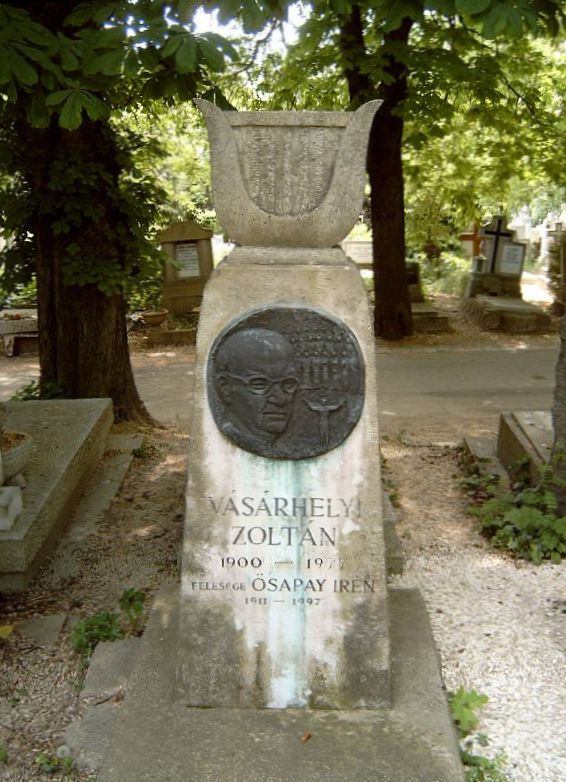
Vásárhelyi Zoltán sírja

Vásárhelyi 1942-ben (vagy 1941-ben) lett a budapesti Zeneművészeti Főiskola tanára, 1949-től pedig a karvezetőképző tanára lett. 1952-től gyakorlatilag már kizárólag karvezetést oktatott, és a magyar zenei életben ennek lett nagy hatású professzora. E témakörben írta Az énekkari vezénylés módszertana című könyvét, amelyet a Zeneműkiadó jelentetett meg 1965-ben. Közben több munkáskórust és üzemi énekkart is vezetett. 1946-tól a Munkásdalos-szövetség országos karnagya volt, a Vásárhelyi-kórussal 1947-ben első díjat nyert a walesi Llangollenben megrendezett nemzetközi kórusversenyen, a MÁVAG Acélhang férfikórusával pedig az 1948-as budapesti nemzetközi versenyen lett első díjas. Kórusai közül fontos még a Honvéd Művészegyüttes férfikara, amelynek alapító karnagya volt, és évekig művészeti vezetője volt a Magyar Rádió Énekkarának, 1959-től a Zeneművészeti Főiskola énekkarának is. Emellett zenekari hangversenyeken is dirigált, például az Állami Hangversenyzenekart és a Rádió Szimfonikus Zenekarát. Nagyszabású előadások fűződnek a nevéhez a későbbi évtizedekben is (Bach: h-moll mise 1969-ben, Schumann: Az Éden és a péri 1971-ben).
Zeneszerzői munkássága is főleg a kóruszenéhez kapcsolódott, népdalfeldolgozásokat, kantátákat, tömegdalokat és gyermekkórusműveket komponált. Előadásairól számos rádió- hanglemezfelvétel készült.
Vásárhelyi Zoltán 1977-ben hunyt el, a Farkasréti temetőben nyugszik.

## Díjai, elismerései
- Kossuth-díj (1949)
- Érdemes művész (1955)
- Kiváló művész (1965)
- Munka Érdemrend arany fokozata (1970)[6]
- SZOT-díj (1971)
- Magyar Népköztársaság Zászlórendje II. fokozat (1975)[7]
- Szocialista Kultúráért (1975)[8]